# European Communications Satellite
European Communications Satellite (ECS) war eine Reihe von geostationären Nachrichtensatelliten der Eutelsat, die aus dem Orbital Test Satellite (OTS) abgeleitet wurden. Am 2. März 1978 beschloss die Europäische Weltraumorganisation (ESA) den Bau von zwei ECS-Satelliten. Die Satelliten wurden nach erfolgreichem Start in „Eutelsat“ umbenannt. Der Erststart der Reihe mit ECS-1 erfolgte am 16. Juni 1983 mit einer Ariane-1-Rakete.
Die modular aufgebauten dreiachsenstabilisierten Eutelsat-Satelliten der ersten Generation basierten auf dem ECS Satellitenbus. Dieser besteht aus einem kastenförmigen Grundkörper (2,21 m Höhe) mit angesetzten Solarzellenflächen von 13,8 m Spannweite. Die Funkübertragung erfolgte im Frequenzbereich von 11/14 GHz mit einer Sendeleistung von 20 Watt und erlaubte 12.600 Fernsprech- und zwei Farbfernsehkanäle (10 + 2 Ku-Band-Transponder F1, 12 + 2 Ku-Band-Transponder F2 – F5). Die Satelliten hatten eine Umlaufmasse von 450 kg und eine Startmasse von etwa 1.150 kg. Ihre Betriebsdauer wurde auf etwa sieben Jahre ausgelegt. Es wurden zwischen 1983 und 1988 fünf ECS-Satelliten gestartet, dabei war ein Fehlstart.
Daraufhin folgten zwischen 1990 und 1995 fünf Satelliten der zweiten Eutelsat-Generation, wovon einer einen Fehlstart hatte. Diese wurden direkt Eutelsat-II genannt und basierten auf dem Spacebus-2000-Satellitenbus. Als Beispiel siehe Eutelsat 2F2.

## Liste der Satelliten
| Name                  | Start              | Status        | Trägerrakete | Anmerkungen |
| --------------------- | ------------------ | ------------- | ------------ | ----------- |
| ECS-1 (Eutelsat I-F1) | 16. Juni 1983      | außer Betrieb | Ariane 1     | Erfolg      |
| ECS-2 (Eutelsat I-F2) | 4. August 1984     | außer Betrieb | Ariane 3     | Erfolg      |
| ECS-3                 | 12. September 1985 | außer Betrieb | Ariane 3     | Fehlschlag  |
| ECS-4 (Eutelsat I-F4) | 16. September 1987 | außer Betrieb | Ariane 3     | Erfolg      |
| ECS-5 (Eutelsat I-F5) | 21. Juli 1988      | außer Betrieb | Ariane 3     | Erfolg      |